# Новозеландські земельні війни
Новозела́ндські земе́льні війни (англ. New Zealand Land Wars, маор. Nga Pakanga Nu Nui O Aotearoa, також відомі як новозеландські війни (англ. New Zealand Wars) та війни з маорі (англ. Māori Wars)) — серія збройних конфліктів у Новій Зеландії у період між 1845 та 1872 роками між маорі з одного боку й армійськими підрозділами Великої Британії та європейськими переселенцями з іншого боку.

## Причина війн
У 1840 році в результаті підписання угоди (пізніше отримала назву Угода Вайтангі) між маорі та Великою Британією маорі здобули право на володіння усіма землями, якими вони володіли до приходу європейців до Нової Зеландії. Тим не менше, багато європейських переселенців фактично ігнорували букву даної Угоди й часто або присвоювали землі маорі, або скуповували їх за безцінь. Все це відбувалось за мовчазної згоди колоніального управління. В результаті, маорі стали захищати свої землі зі зброєю у руках, що поступово переросло у кровопролитні, тривалі воєнні дії, що охопили багато територій країни.

## Перебіг сутичок
Першою збройною сутичкою став конфлікт у 1843 році поблизу міста Нельсон, в результаті якого загинуло 22 особи. Далі йшли конфлікти на півночі Північного острова у 1845 та 1846 роках. Один з найвизначніших конфліктів цих років отримав назву Війна за флагшток (англ. Flagstaff War). У 1847 році конфлікт виник уже поблизу міста Веллінгтон, у південній частині Північного острова, а наступного року спалахнув на південному заході Північного острова. В результаті цих конфліктів аж до 1860 року у країні встановився відносний спокій, у якому дія законів Великої Британії розповсюджувалась на населені пункти й міста країни, а на всій решта території діяли закони маорі. У той самий період кількість європейських переселенців стала рівною до кількості маорі, що населяли країну.

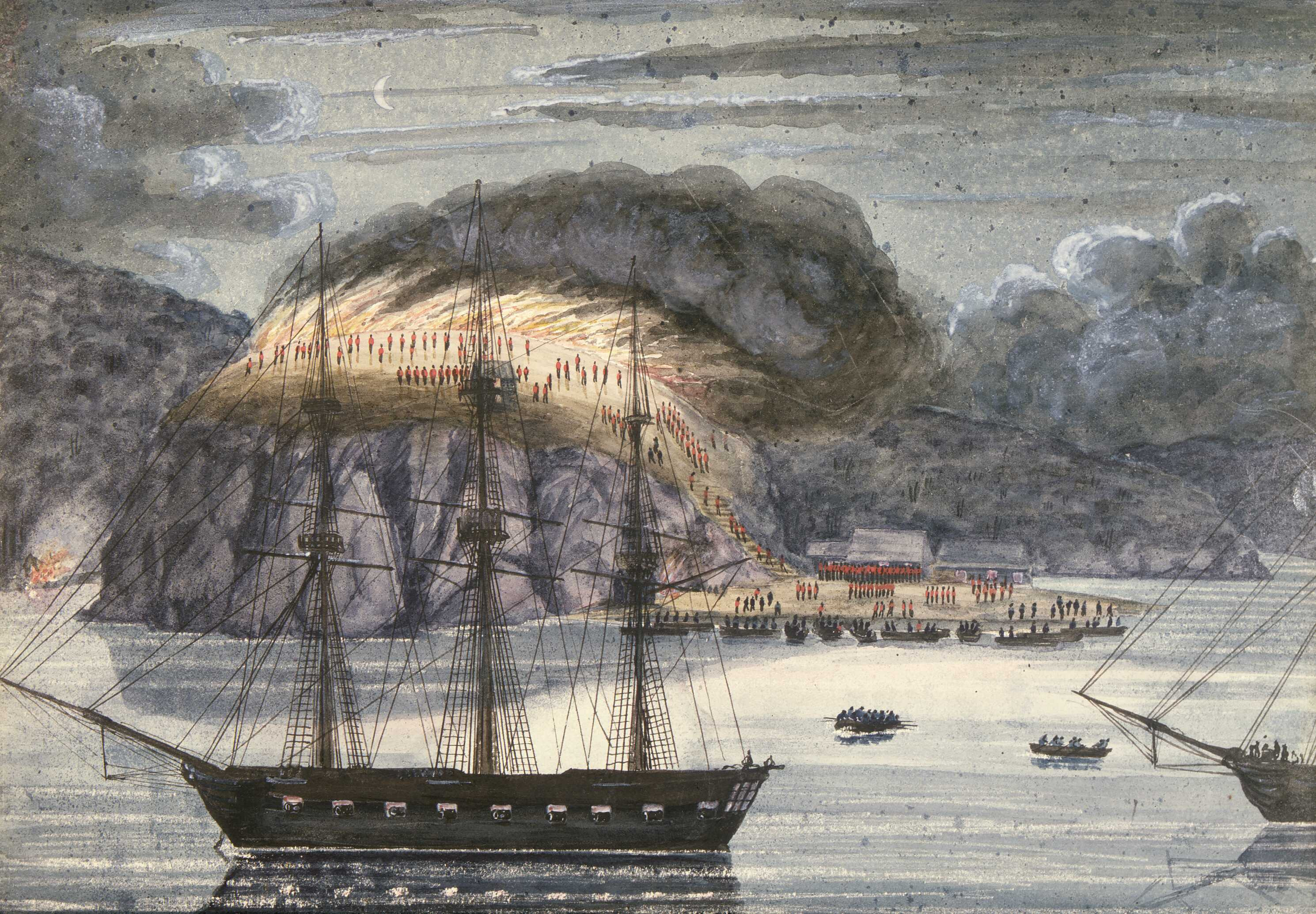
Воєнні дії 1845 року на півночі країни. Малюнок XIX століття

Однак у 1860 році в районі Таранакі знову розпалився збройний конфлікт, у якому європейські поселенці намагались відстояти свої позиції у одній із сумнівних земельних угод. Протистояння тривало близько 12 місяців і закінчилось перемир'ям сторін.
У липні 1863 року підрозділи британської армії під керівництвом ветерана Кримської кампанії генерала Дункана Кемерона (англ. Duncan Cameron) почали бойові дії в районі Ваїкато. У 1864 році ця кампанія набула продовження в районі приморського міста Тауранга. Кампанії цих років стали найбільшими та найкривавішими. Максимальна кількість учасників сутичок сягала 14 тисяч чоловік, при цьому кількість воїнів маорі не була нижчою за 4000 чоловік.
Період з 1864 до 1868 року був відносно спокійним та в основному відзначався міжплемінними сутичками маорі.

## Результат війн
До завершення 1870 року всі підрозділи британської армії були відкликані з Нової Зеландії й у країні з'явились перші офіційні національні військові підрозділи. У бойових діях у Новозеландських земельних війнах брали участь військовослужбовці Австралії, для якої ця війна стала першою війною поза своїми територіями.
У збройних сутичках загинуло (приблизно) 2154 маорі та 745 європейців і дружніх їм маорі.
В результаті війни близько 16 тисяч км² земель, що належали маорі, були конфісковані колоніальною адміністрацією. Землі були конфісковані як у племен, що воювали, так і у дружніх, тих, хто співпрацював з адміністрацією. Згодом більшість цих земель була повернута маорі або були виплачені істотні компенсації, але судові позови з повернення земель й донині розглядаються у Новій Зеландії.